# Periprokt

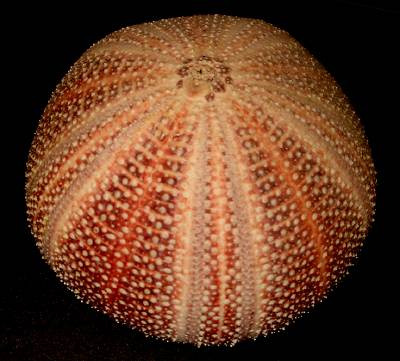
Inneres Kalkskelett eines regelmäßigen Seeigels. Das Periprokt befindet sich an der Oberseite um die Afteröffnung.

Das Periprokt, bzw. Periproct abgeleitet vom griechischen peri = „um ... herum“ und proktos = „After“, oder Afterfeld bezeichnet in der Zoologie prinzipiell ein Feld, in welchem sich der After befindet.
Bei den Insekten handelt es sich dabei um das Telson, das letzte (unechte) Segment des Hinterleibs (Abdomen). Es wird hier auch als Aftersegment oder als Endring bezeichnet, da es in der Regel nur einen aus Chitin bestehenden Ring um den After bildet. Häufig trägt das Epiprokt der Insekten drei kleine Sklerite, die als Laminae anales bezeichnet werden.
Bei Seeigeln wird das Epiprokt bzw. Analfeld aus mehreren, unregelmäßig angeordneten Kalkplatten gebildet.

## Belege
1. 1 2 3  Periprokt. In: Herder-Lexikon der Biologie. Spektrum Akademischer Verlag, Heidelberg 2003, ISBN 3-8274-0354-5.